# District de Nadia
Le district de Nadia  (hindi : নদিয়া জেলা) est un district  de l'état du Bengale-Occidental, en Inde,

## Géographie
Au recensement de 2011, sa population compte 5 168 488 habitants.
Son chef-lieu est la ville de Krishnanagar. 

La carte de districts